# Rincón (canción)
«Rincón» (estilizado como RINCÓN) es un sencillo del cantautor argentino Milo J. Fue lanzado el 5 de julio de 2023 a través el sello Dale Play Records.
El 19 de diciembre de 2024, Milo J publicó la versión en vivo del sencillo en YouTube y a Spotify. Dura 2:53 minutos y es parte del álbum en vivo 18 (En Vivo Estadio de Morón) del cantante Milo J. Esta versión fue lanzada a través del sello Dale Play Records.

## Antecedentes
A través de sus redes sociales, Milo J anunció una nueva canción independiente de cualquier álbum de estudio o EP, RINCÓN. La canción sería publicada el 5 de julio de 2023, producida por el productor argentino Big One.
La canción hace alusión a una supuesta depresión sufrida por el artista. Esto se comprueba en frases como:

«Hoy mi arma es la calma
Me temo, algo me falta
Ser sincero me sacó el karma
Pero soy solitario, mi alma ya no habla
La' noches son feas, y acabé con la idea
De llenar un alma vacía y por más que no quiera»

«Los colores se hacen grises
No hay rincón al que escapar
Ilusiones infelices
Mi confort es la soledad

Luego de esto, el tema sigue hablando de su depresión y de promesas fallidas, infiriéndose que, según él, ahora es un fracasado. Además, el tema habla del fallecimiento de alguien muy querido que experimentó el hablante lírico. Esto se demuestra en frases como:

«Creo que no soy tan bueno como un día prometí
Y el insomnio pregunta: "¿Cuánto puedo seguir?"
Gritándole al destino: "No te olvides de mí"
Y aunque varios lo hicieron, aún no puedo morir»

«Y aunque no acepte que ya no estás en mi realidad
Y forzosamente tuve que adaptarme
Fuiste el más bellísimo calambre, pero debí soltarme
Un pájaro que conoció otros aire'»